# UNITAS (Manöver)

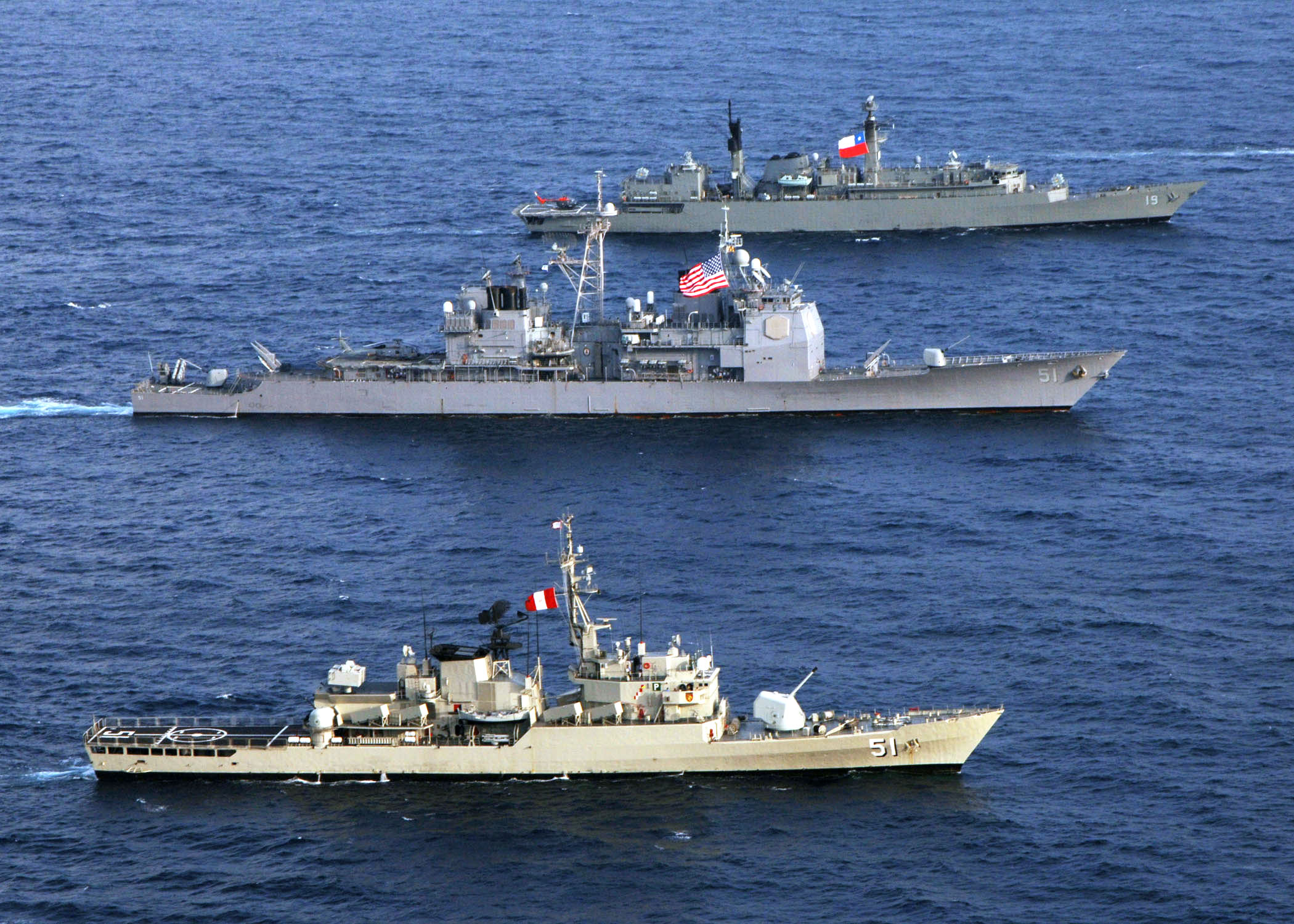
Chilenisches, US-amerikanisches und peruanisches Schiff während UNITAS 46-05 (2005).

UNITAS ist ein Manöver mehrerer Kriegsmarinen, das jährlich abgehalten wird und rund fünf Monate dauert.

## Geschichte
Die erste UNITAS wurde 1959 abgehalten, damals umfuhren Schiffe der United States Navy den südamerikanischen Kontinent. Neben den Übungen mit den lokalen Marinen fanden außerdem Empfänge und Ähnliches an Land und auf den Schiffen statt. Neben diesen sind auch Seeaufklärer wie Lockheed P-3C Orion und die US Marines involviert.

## Gegenwart
Heute nehmen an dem Manöver auch zahlreiche europäische Marinen teil, für viele süd- und mittelamerikanische Streitkräfte ist die Übung die einzige Gelegenheit, sich mit den technologisch hochgerüsteten Marinen der USA und Europas zu messen. Seit dem Jahr 2000 wird die Übung in drei getrennten Phasen durchgeführt, es finden nicht wie vorher mehrere kleinere Übungen an jeder Küste mit nur ein oder zwei lokalen Marinen statt. Nach der Karibik-Phase folgen Übungen im Pazifik, danach solche mit den Anrainerstaaten im Atlantik. Für die Marinen von Nicht-Anrainerstaaten ist die Teilnahme an nur einer Phase möglich, unter anderem war auch die Deutsche Marine bereits an der Übung beteiligt.